# Hjo socken
Hjo socken i Västergötland ingick i Kåkinds härad, uppgick 1952 i Hjo stad, och är sedan 1971 en del av Hjo kommun, från 2016 inom Hjo distrikt.
Socknens areal var 36,13 kvadratkilometer varav 33,23 land. År 1949 fanns här 881 invånare.  Orten Grebban med Svärtans kapell ligger i socknen. Som sockenkyrka används Hjo kyrka som delas med och ligger i staden.

## Administrativ historik
Socknen har medeltida ursprung.
Vid kommunreformen 1862 övergick socknens ansvar för de kyrkliga frågorna till Hjo landsförsamling och för de borgerliga frågorna bildades Hjo landskommun. Landskommunen uppgick 1952 i Hjo stad som 1971 ombildades till Hjo kommun. Församlingen uppgick 1989 i Hjo församling.
1 januari 2016 inrättades distriktet Hjo, med samma omfattning som Hjo församling hade 1999/2000 och fick 1989, och vari detta sockenområde ingår.
Socknen har tillhört län, fögderier, tingslag och domsagor enligt vad som beskrivs i artikeln Kåkinds härad. De indelta soldaterna tillhörde Skaraborgs regemente, Kåkinds kompani och Västgöta regemente, Kåkinds och Vartofta kompanier.

## Geografi
Hjo socken ligger söder, väster och norr om Hjo med Hökensås i sydväst, Vättern i öster, Mullsjön i väster och kring Hjoån. Socknen är en kuperad odlad slättbygd med skog i sydväst och norr.

## Byar och hemman
Hjo socken består historiskt av nedan listade byar och enstaka hemman. När en by har flera hemman anges också hemmansnumren.
- Anderstorp, enstaka hemman.
- Backen, enstaka hemman.
- Bengtstorp, enstaka hemman, första gången i jordeboken 1561 som kronotorp.
- Bessliden, enstaka hemman.
- Björkenäs, enstaka hemman.
- Boatorp, enstaka hemman, första gången i jordeboken 1569 som kronotorp.
- Boda, enstaka hemman.
- Bårbäck, enstaka hemman.
- Bårbäckstorp, enstaka hemman, första gången i jordeboken år 1600 som kronotorp.
- Gate, enstaka hemman.
- Grebban, ett hemman (1 ursprungligen Kvärnabo, senare Grebbagården) och en tullkvarn (2 Grebban) i Hjoån. Järnvägen Hjo–Stenstorp hade en hållplats Grebban. Invid järnvägen, på mark från byarna Grebban och Svärtan, växte ett litet samhälle upp, också kallat Grebban, med folkskola, bygdegård och kapell.[8] Järnvägen är nerlagd och banvallen har byggts om till gång- och cykelväg. I samhället, som räknas som en del av tätorten Hjo, finns Grebbans Nöjesrestaurang. Grebbans kvarn, nedlagd på 1930-talet, är upprustad av kommunen.
- Grenabolet (även Grenabo och Grenabol), enstaka hemman, tillika säteri. Enligt Rosenbergs geografiska handlexikon från 1880-talet en herrgård norr om Hjo som omfattade Grenabolet, Gate och Kopparhult.[9] Egendomen bestod på 1940-talet av totalt 250 hektar varav 90 hektar åker. Huvudbyggnaden uppfördes 1810 av löjtnant Karl Klingstedt.[10] Den beskrivs ordrikt i Historiskt-geografiskt och statistiskt lexikon öfver Sverige från 1862: ”Denna egendom är i anseende till sitt vackra läge, förtjent af en närmare beskrifning. Den är belägen i den s. k. Guldkroken vid Wettern, med hufvudbyggnaden på en höjd, som omgifves af åldriga lindar och lönnar; härifrån ser man sköna alléer och parker sträcka sig, så långt ögat når, och rundtomkring åkrar, ängar och lundar nedemot sjön; öfver allt mötes ögat af den rikaste vegetation, och derimellan har man Wettern med dess ångbåtar och segelfartyg samt Omberget i fonden. På endast 1/4 mils afstånd har man den lilla trefliga staden Hjo vid dess skogbekransade vik; vidare synas Wisingsö, Grenna, Westanå och Brahehus, flera kyrkor i Östergötland; i klart väder och vid hägringar kan man till och med upptäcka tornspetsarna å Wadstena slott. Egendomen har omkring 250 tunnl. åkerjord i cirkulation, 150 tunnl. äng, 300 tunnl. med vacker löfskog bevuxna beteshagar och 300 tunnland barrskog samt 2 à 300 tunnland diverse jord till bönder och torpare; utom detta, beläget i Hjo landsförsamling, höra dessutom till egendomen angränsande 11/32 mantal Stekarekärret, beläget i Grefbäcks församling. Grenabol jemte Gathe 1 mantal, Kopparhult 17/18 mantal, alltsammans uppskattadt till 14,200 rdr rmt, eges af fabrikör C. Fagert.”[11]
- Hammarskvarn (eller Hammarn), tullkvarn.
- Hult, enstaka hemman, första gången i jordeboken 1585 som kronotorp.
- Högaliden, enstaka hemman.
- Knäpplan, enstaka hemman.
- Knäppletorp, enstaka hemman, första gången i jordeboken 1564 som kronotorp.
- Kopparhult, enstaka hemman, obebyggt och i sambruk med Grenabolet.
- Kullebäcken, enstaka hemman, första gången i jordeboken 1601 som kronotorp.
- Källebo, enstaka hemman, första gången i jordeboken 1566 som kronotorp.
- Långaruder (också Långeruder), enstaka hemman. Här har småorten Långeruder växt fram.
- Missveden, by med två hemman (1 Nolgården och 2 Sörgården).
- Mumlebo, enstaka hemman.
- Nygården, enstaka hemman, första gången i jordeboken 1566 som kronotorp.
- Råckekärr, enstaka hemman, första gången i jordeboken 1561 som kronotorp.
- Sjöbonäs (ursprungligen Kannabo), enstaka hemman, tillika säteri. Enligt Rosenbergs geografiska handlexikon från 1880-talet en herrgård nordväst om Hjo vid Vättern som omfattade Sjöbonäs och Ännabygd.[12] Egendomen bestod på 1940-talet av totalt 349 hektar varav 160 hektar åker. Den hade tillhört medlemmar av släkterna Drakenberg, Klingstedt och Forsblad. Huvudbyggnaden brann ner på 1860-talet.[10]
- Smedstorp, enstaka hemman, första gången i jordeboken 1561 som kronotorp (då kallat Johanstorp, senare Svartebacken och från omkring år 1600 Smedstorp).
- Stampekvarntomten (eller Stampen), en kvarn.
- Svärtan, by med två hemman (1 och 2).
- Varpet, enstaka hemman, första gången i jordeboken 1581 som kronotorp.
- Åsen, by med två hemman (1 Södra Åsen och 2 Norra Åsen). Hemmanen bildar en egendom, Åsen, som på 1940-talet omfattade totalt 275 hektar varav 175 hektar åker.[13]
- Ännabygd, enstaka hemman, tillika säteri, i sambruk med Sjöbonäs.

## Fornlämningar
Fossil åkermark är funnen.

## Namnet
Namnet skrevs 1327 Hyo och kommer från orten som i sin tur fått namnet från Hjoån. Ånamnets betydelse är 'den oklara, grumliga'.